# Superjoint Ritual
Superjoint Ritual (depois somente Superjoint) foi uma banda de New Orleans, Estados Unidos formada por Phil Anselmo, Joe Fazzio e Jimmy Bower no começo dos anos 90, e mais tarde, sendo integrado por Hank Williams III e Kevin Bond. O estilo musical da banda pode ser definido como uma mistura de groove metal, hardcore punk e sludge metal, com pequenas doses de black metal (inspirados por  Venom,  Slayer, Celtic Frost e Darkthrone).
De acordo com Jimmy Bower (também do Down), o nome Superjoint Ritual veio da letra da música "The Pagan Winter" do Darkthrone.
No começo de 2005, uma disputa judicial entre Anselmo e Fazzio levou a banda ao fim, confirmação esta que veio por Hank III e Bower.
Em 2014 o grupo reuniu-se sob o nome Superjoint para um show único, mas decidiram por continuar a se apresentarem até 2019 quando Phil Anselmo declarou que não tinha mais interesse em continuar com a banda.

## Integrantes
- Phil Anselmo - vocal/guitarra (1993-2005, 2014-presente)
- Jimmy Bower - guitarra (1993-2005, 2014-presente)
- Kevin Bond - guitarra, baixo (1993-2005, 2014-presente)
- Stephen Taylor - baixo (2014–presente)
- José Gonzalez - bateria (2014–presente)

### Ex-integrantes
- Michael Haaga - baixo/guitarra (1993-2001)
- Joe Fazzio - bateria (1993-2005)
- Marzi - guitarra (1994-1997)
- Hank Williams III - baixo (2001-2005)

## Discografia

### Álbuns completos
- Use Once and Destroy (2002)
- A Lethal Dose of American Hatred (2003)
- Caught Up In The Gears Of Application (2016)

### DVD
- Live in Dallas, TX (2002)
- Live at CBGBs (2004)